# .mx
.mx為墨西哥國家及地區頂級域（ccTLD）的域名，於1989年2月1日啟用。任何人都可以註冊該域名，不過大部分都是墨西哥網站使用該域名。2009年10月31日之后可以註冊二级域名。

## 外部連結
- IANA .mx whois information（页面存档备份，存于）
- Official .mx registry site（页面存档备份，存于）